# کبوتر میوه‌خوار تاج‌یاسی
کبوتر میوه‌خوار تاج‌یاسی (نام علمی: Ptilinopus rarotongensis) که با نام کبوتر میوه‌خوار راروتونگا یا کبوتر میوه‌خوار جزایر کوک نیز شناخته می‌شود، گونه‌ای از پرندگان خانواده کبوتران است.